# Rabbids Go Home
Rabbids Go Home – komputerowa przygodowa gra akcji wyprodukowana i wydana w 2009 przez Ubisoft na platformy Wii, Nintendo DS i Windows. Wersja dla Windows zawiera tylko część poziomów Gra nawiązuje do gier z serii Rayman: Szalone Kórliki, ale pod względem rozgrywki ich nie przypomina. Jest to także pierwsza gra z Kórlikami, w której nie pojawia się Rayman – akcja skupia się tylko wokół długouchych bohaterów. W przeciwieństwie do większości innych gier z serii, Rabbids Go Home nie jest zbiorem minigier, ale pełnoprawną platformówką. Reżyser gry, Jacques Exertier, poinformował w wywiadzie, że Rayman powróci do gier przygodowych.

## Opis fabuły
Fabuła nawiązuje do gry Rayman: Szalone Kórliki. Całość skupia się na Kórlikach, które znudziły się przebywaniem na Ziemi i chcą powrócić na swoją planetę. Nie wiedzą niestety, skąd w ogóle pochodzą. Postanawiają osiedlić się na Księżycu, a w tym celu budują wielką wieżę ze wszystkiego, co znajdą. Celem gry jest zbieranie różnych przedmiotów do wózka sklepowego i dostarczenie ich do "wieży".

## Odbiór gry
Rabbids Go Home zebrał ogółem pozytywne oceny, zdobywając między innymi 79 punktów na 100 na stronie Metacritic i 7.5 punktów na 10 na „Game Informer”. Portal IGN, który ocenił grę na ocenę 8.5, stwierdził, że gra nie jest sequelem żadnej poprzedniej gry o Kórlikach, a czymś kompletnie innym.
„Official Nintendo Magazine” ocenił wersję gry na Nintendo DS jako bardzo słabą, w porównaniu do wersji na Wii – gra zyskała tylko 40%. Dodano, że tylko przerywniki filmowe były jedyną dobrą rzeczą w grze.

## Głosy
1. Głos Kórlików
Yoann Perrier
2. Głosy ludzi w wersji angielskiej
Deniece Alvarado, Stefanie Batten Bland[20], Less Clack, Jodie Forrest[21], David Gasman, Matthew Géczy[22], Yin Hang, Allen Hoist, Milane Kang, Mirabelle Kirkland, Margeaux Lempley, Mark Lewin, Sharon Mann, Doug Rand[23], Clarence Tokley, Allen Wenger, Hester Wilcox
3. Głosy ludzi w wersji francuskiej
Laure Beneston, Frantz Confiac, Pierre-Alain De Garrigues, Thierry Kazazian, Mirabelle Kirkland, Sylvain Lemarie, Martial Le Minoux, Edwige Lemoine, Gilbert Levy, Maite Monceau, Caroline Pascal, Christine Paris, Mathieu Rivoller, Stéphane Roux, Marc Saez, Serge Thiriet, Sybille Tureau, Antoine Tomé, Isabelle Volpe